# Richard Landwehrmeyer
Richard Landwehrmeyer (* 26. November 1929 in Belm bei Osnabrück; † 6. Januar 2006 in Berlin) war ein deutscher Bibliothekar. Er leitete von 1972 bis 1987 die Universitätsbibliothek Tübingen und von 1987 bis 1995 als Generaldirektor die Staatsbibliothek zu Berlin (Preußischer Kulturbesitz).

## Leben und Wirken
Richard Landwehrmeyer wurde am 26. November 1929 in Belm bei Osnabrück geboren. Nach dem Studium der Fächer Romanistik und Germanistik in Freiburg i.Br. und Montpellier promovierte er 1955 an der Universität Freiburg i.Br. mit einer Arbeit über die Spanische Sonett-Dichtung der Gegenwart. 1956 legte er das Staatsexamen ab. Hieran schloss sich von 1956 bis 1958 das Bibliotheksreferendariat an der Universitätsbibliothek Freiburg i.Br. an; nach der Prüfung für den Höheren Bibliotheksdienst am Bibliothekar-Lehrinstitut des Landes Nordrhein-Westfalen in Köln 1958 nahm er eine Tätigkeit als Bibliothekar an der Universitätsbibliothek Freiburg i.Br. auf. 1965 wechselte er an die Universitätsbibliothek Konstanz und leitete diese als stellvertretender Direktor. 1972 erfolgte seine Ernennung zum Leitenden Bibliotheksdirektor der Universitätsbibliothek Tübingen als Nachfolger von Walther Gebhardt. Im Jahre 1987 wurde er als Generaldirektor an die Staatsbibliothek zu Berlin (Preußischer Kulturbesitz) berufen, die er bis zum Eintritt in den Ruhestand 1995 führte.
In seine Amtszeit als Direktor der Universitätsbibliothek Tübingen fiel die Entwicklung dieser Bibliothek zu einer modernen Dienstleistungseinrichtung für Wissenschaft und Studium, die Einführung der EDV in die Bibliotheksarbeit, der Ausbau der Sondersammelgebiete und der Aufbau einer Restaurierungswerkstatt. Als Generaldirektor der Staatsbibliothek zu Berlin (zunächst West-Berlin) oblag ihm seit der Wende 1989 die Zusammenführung der beiden Häuser der Staatsbibliothek in West- und Ost-Berlin zu einer gemeinsamen wissenschaftlichen Groß-Bibliothek an zwei Standorten.

## Veröffentlichungen (Auswahl)
- Die Einführung der RAK aus der Sicht der alten Universitätsbibliotheken. In: Zeitschrift für Bibliothekswesen und Bibliographie,. Jg. 21 (1974), S. 353–360.
- Die Universitätsbibliothek zwischen gestern und morgen. In: Attempto. Heft 51/52 (1974), S. 18–28.
- Internationally famous. Der Bürger und seine Universitätsbibliothek. In: Tübinger Blätter. Jg. 63 (1976), S. 61–64.
- Universitäten als Sondersammelgebietsbibliotheken. Die Universität Tübingen. In: Zeitschrift für Bibliothekswesen und Bibliographie. Jg. 24 (1977), S. 165–176.
- Zur Aufgabenstellung der Wissenschaftlichen Bibliotheken heute. In: ders. (Hrsg.): Hochschulen und zu wenig Bücher? Bibliotheksetats und Literaturversorgung heute und morgen. Arbeitsgemeinschaft Wissenschaftliche Literatur, Stuttgart 1982, S. 18–28.
- Bestandsaufbau im Rahmen von Sondersammelgebieten. In: Rudolf Frankenberger (Hrsg.): Literaturversorgung in den Geisteswissenschaften. (= Zeitschrift für Bibliothekswesen und Bibliographie, Sonderhefte. Band 43). Klostermann, Frankfurt am Main 1986, ISBN 3-465-01695-5, S. 89–103.
- Universitätsbibliothek in der Klemme? Ein Bericht zur Lage der Universitätsbibliothek. In: Tübinger Blätter. Jg. 72 (1985), S. 7–11.
- Die Aufgaben eines Abteilungsleiters (in wissenschaftlichen Bibliotheken). Erfahrungen aus der Sicht der Bibliotheksleitung. In: Gerhard Römer (Hrsg.): Abteilungsleiter in einer wissenschaftlichen Bibliothek. Badische Landesbibliothek, Karlsruhe 1986, ISBN 3-88705-018-5, S. 7–26.
- als Hrsg.: Bibliotheken im Netz. Funktionswandel wissenschaftlicher Bibliotheken durch Informationsverarbeitungsnetze. Konstanzer Kolloquium (19. – 21. Februar 1986), Vorträge Joachim Stoltzenburg zu Ehren. Saur, München 1986, ISBN 3-598-10644-0.
- Die Magazinbedarfsempfehlungen des Wissenschaftsrates und die Folgen. In: Birgit Dankert (Hrsg.): Reden und Vorträge, 4. Deutscher Bibliothekskongress, 78. Deutscher Bibliothekartag in Berlin 1988. (= Zeitschrift für Bibliothekswesen und Bibliographie, Sonderhefte. Band 48). Klostermann, Frankfurt am Main 1988, ISBN 3-465-01865-6, S. 167–189.
- Die Empfehlungen des Wissenschaftsrates zur retrospektiven Katalogisierung an wissenschaftlichen Bibliotheken. In: Zeitschrift für Bibliothekswesen und Bibliographie. Jg. 36 (1989), S. 19–29.
- Kulturgut im Widerstreit von Geschichte, Bibliothekspraxis und natürlichen Empfindungen. In: Klaus-Dieter Lehmann (Hrsg.): Restitution von Bibliotheksgut. (= Zeitschrift für Bibliothekswesen und Bibliographie, Sonderhefte. Band 56). Klostermann, Frankfurt am Main 1993, ISBN 3-465-02605-5, S. 44–56.
- Die Staatsbibliothek zu Berlin. In:  Hartwig Lohse (Hrsg.): Bibliotheken in alten und neuen Hochschulen (= Zeitschrift für Bibliothekswesen und Bibliographie, Sonderhefte, Bd. 55). Klostermann, Frankfurt/M. 1993, S. 83–95, ISBN 3-465-02559-8.
- „Ich brauche Ihre Bibliothek gar nicht!“. In: Uwe Jochum (Hrsg.): Der Ort der Bücher. Festschrift für Joachim Stoltzenburg zum 75. Geburtstag. Universitätsverlag, Konstanz 1996, ISBN 3-87940-577-8, S. 205–224.
- Wie war das doch noch? Aus den Anfängen eines Altgedienten. In: Antonius Jammers (Hrsg.): Planen und Gestalten. Festgabe für Günter Baron, Reichert. Wiesbaden 2001, ISBN 3-89500-224-0, S. 187–199.

## Festschrift
- Daniela Lülfing (Hrsg.): Tradition und Wandel. Festschrift für Richard Landwehrmeyer aus Anlaß seines Ausscheidens aus dem Amt des Generaldirektors der Staatsbibliothek zu Berlin Preußischer Kulturbesitz am 28. Februar 1995. Staatsbibliothek Berlin – Preußischer Kulturbesitz, 1995, ISBN 3-88053-057-2.

| Personendaten    | Personendaten          |
| ---------------- | ---------------------- |
| NAME             | Landwehrmeyer, Richard |
| KURZBESCHREIBUNG | deutscher Bibliothekar |
| GEBURTSDATUM     | 26. November 1929      |
| GEBURTSORT       | Belm                   |
| STERBEDATUM      | 6. Januar 2006         |
| STERBEORT        | Berlin                 |